# Malta en el Festival de la Canción de Eurovisión 2018
Malta participó en el Festival de la Canción de Eurovisión 2018 con una canción seleccionada a través del Malta Eurovision Song Contest, la final nacional del país para el concurso, organizado por el ente público de radiodifusión maltés, Public Broadcasting Services (PBS).

## Antecedentes
Con anterioridad a la edición de 2018, Malta ha participado en el Festival de la Canción de Eurovisión  30 veces desde su primera aparición a en 1971. Malta compitió brevemente en el Festival de la Canción de Eurovisión en la década de los 70 antes de retirarse durante dieciséis años. Llegados a este punto, Malta ha competido en cada edición del concurso desde su regreso en 1991. La mejor posición de Malta en el concurso ha sido la segunda, alcanzada en dos ocasiones: en 2002 con la canción "7th Wonder" interpretada por Ira Losco y en 2005 con la canción "Angel" de Chiara.
Para la edición de 2018, el Ente Público de Radiodifusión maltés, Public Broadcasting Services (PBS), organizó el proceso de selección para la candidatura del país. En consecuencia, Malta ha seleccionado su canción a través de una final nacional, el Malta Eurovision Song Contest, procedimiento ya utilizado en años anteriores, que la PBS ha vuelto a utilizar para su participación de 2018.

## Antes de Eurovisión

### Malta Eurovision Song Contest 2018
Malta Eurovision Song Contest 2018 es el formato de final nacional desarrollado por la PBS para seleccionar la candidatura maltesa en el Festival de la Canción de Eurovisión 2018. El espectáculo se emitió el 3 de febrero desde el Centro de Ferias y Convenciones de Malta (MFCC) y fue presentado por Colin Fitz, un locutor de radio muy popular en la isla.

#### Formato
La competición constó de dieciséis canciones que compitieron en un final nacional televisada que tuvo lugar el 3 de febrero de 2018. El ganador fue decidido a través de la combinación total del 50% de los votos de la audiencia y 50% del criterio de un jurado profesional presente en el recinto.

#### Canciones en concurso
El 15 de septiembre, la PBS anunció la lista de las 30 canciones que un jurado interno había elegido para la última fase antes de la final. Durante el 27, 29 y 30 de septiembre, estas canciones fueron evaluadas a puerta cerrada, donde un jurado decidió las 16 canciones que finalmente se clasificarían para la final televisada. Los finalistas fueron anunciados en directo desde los Jardines de Barrakka en La Valeta el 11 de octubre de 2017.
El 19 de enero, una versión nueva del tema "Dai Laga" fue publicada reemplazando la anterior, la cual incumplía las reglas de la UER ya que la base musical del tema pudo haber sido comprada vía el internet por el compositor. La PBS pidió al compositor cambiar o eliminar la estructura existente de la canción o proporcionarles una nueva versión instrumental .
| Abire Sekkaki            | "Casablanca Love"      |                                                                         |
| AIDAN                    | "Dai Laga"             | Aidan Cassar                                                            |
| AIDAN                    | "See You"              | Aidan Cassar                                                            |
| Avenue Sky               | "We Can Run"           | Jonas Gladnikoff, Matthew Ker, Glen Vella                               |
| Brooke Borg              | "Heart Of Gold"        | Borislav Milanov, Dag Lundberg, Niklas Lif, Brooke Borg                 |
| Christabelle Borg        | "Taboo"                | Johnny Sanchez, Thomas G:hijo, Christabelle Borg, Muxu                  |
| Dan                      | "If Only"              | Cyprian Cassar, Mark Scicluna, Marlon Polidano, Daniel Muscat           |
| Danica Muscat            | "One Step At A Time"   | John Ballard, Ruth Mussie, Jerusalem Yemane, Irena Krstva, Kian Fakhary |
| Deborah C                | "Turn It Up"           | Schneider cristiano, Aidan O'Connor, Sara Biglert                       |
| Deborah C & Josef Tabone | "Human"                | Cyprian Cassar, Muxu                                                    |
| Dominic Cini             | "Pictures"             | Cyprian Cassar, Emil Calleja Bayliss                                    |
| Dwett                    | "Breaking Point"       | Elton Zarb, Muxu                                                        |
| Eleanor Cassar           | "Back To Life"         | Jonas Gladnikoff, Michael James Abajo                                   |
| Ishmael Grech            | "Good Times"           | Bruce Smith, Matthias Nylander                                          |
| Jasmine Abela            | "Supernovas"           | Charlie Mason, Jonas Thander                                            |
| Kelsey Bellante          | "Super Woman"          | Cyprian Cassar, Muxu                                                    |
| Kevin Paul Calleja       | "Great Adventure"      |                                                                         |
| Kim Cortis               | "Monsters"             | Cyprian Cassar, Muxu, Kimberley Cortis                                  |
| Kurt Anthony             | "You Will Find Me"     | Cyprian Cassar, Muxu                                                    |
| Lawrence Gris            | "Love Renegade"        | Cyprian Cassar, Muxu                                                    |
| Malcolm Pisani           | "Kiss"                 |                                                                         |
| Matthew Anthony          | "Call 2morrow"         | Jonas Gladnikoff, Tom Wiklund, Peder Eriksson                           |
| Miriana Conte            | "Rocket"               | Cyprian Cassar, Muxu                                                    |
| Nicole Azzopardi         | "Mixed Feelings"       | Elton Zarb, Muxu                                                        |
| Petra                    | "Evolution"            | Elton Zarb, Muxu                                                        |
| Raquel Galdes            | "In My Mind"           |                                                                         |
| Rhiannon Micallef        | "Beyond Blue Horizons" | Rhiannon Micallef, Cyprian Cassar                                       |
| Richard & Joe Micallef   | "Song For Dad"         | Cyprian Cassar, Richard Micallef                                        |
| Stefan Galea             | "Closer"               | Rikki Lee Scicluna, Richard Micallef, Claude Spiteri Belcher            |
| Tiziana Calleja          | "First Time"           | Tina Stenberg                                                           |

#### Final
La final fue el 3 de febrero de 2018. Tuvo lugar en el Centro de Ferias y Convenciones de Malta (MFCC) en Ta' Qali, Malta.
Las 16 canciones en competición fueron publicadas el 4 de enero de 2018 en el canal oficial de Eurovision de la PBS. El ganador fue decidido mediante una combinación al 50% de los votos de los miembros de un jurado musical profesional y el voto telefónico público maltés. Cada punto en otorgado en la fase de teleovoto fue  equiparado a recibir 37 llamadas telefónicas.
| Orden de Actuación | Artista                | Canción                | Compositor(es)                                                          | Jurado | Televoto | Total | Posición Final |
| ------------------ | ---------------------- | ---------------------- | ----------------------------------------------------------------------- | ------ | -------- | ----- | -------------- |
| 1                  | AIDAN                  | "Dai Laga"             | Aidan Cassar                                                            | 34     | 8        | 42    | 4              |
| 2                  | Miriana Conte          | "Rocket"               | Cyprian Cassar, Muxu                                                    | 9      | 5        | 14    | 12             |
| 3                  | Jasmine Abela          | "Supernovas"           | Charlie Mason, Jonas Thander                                            | 25     | 6        | 31    | 8              |
| 4                  | Matthew Anthony        | "Call 2morrow"         | Jonas Gladnikoff, Tom Wiklund, Peder Eriksson                           | 26     | 6        | 32    | 7              |
| 5                  | Danica Muscat          | "One Step At A Time"   | John Ballard, Ruth Mussie, Jerusalem Yemane, Irena Krstva, Kian Fakhary | 2      | 1        | 3     | 16             |
| 6                  | Dwett                  | "Breaking Point"       | Elton Zarb, Muxu                                                        | 3      | 12       | 15    | 10             |
| 7                  | Lawrence Gris          | "Love Renegade"        | Cyprian Cassar, Muxu                                                    | 3      | 4        | 7     | 15             |
| 8                  | Richard & Joe Micallef | "Song For Dad"         | Cyprian Cassar, Richard Micallef                                        | 31     | 67       | 98    | 2              |
| 9                  | Tiziana Calleja        | "First Time"           | Tina Stenberg                                                           | 4      | 8        | 12    | 14             |
| 10                 | Eleanor Cassar         | "Back To Life"         | Jonas Gladnikoff, Michael James Abajo                                   | 19     | 17       | 36    | 5              |
| 11                 | Rhiannon               | "Beyond Blue Horizons" | Rhiannon Micallef, Cyprian Cassar                                       | 9      | 5        | 14    | 11             |
| 12                 | Brooke Borg            | "Heart Of Gold"        | Borislav Milanov, Dag Lundberg, Niklas Lif, Brooke Borg                 | 37     | 47       | 84    | 3              |
| 13                 | Christabelle Borg      | "Taboo"                | Johnny Sanchez, Thomas G:son, Christabelle Borg, Muxu                   | 60     | 73       | 133   | 1              |
| 14                 | Deborah C              | "Turn It Up"           | Schneider cristiano, Aidan O'Connor, Sara Biglert, Erik Grönwall        | 0      | 13       | 13    | 13             |
| 15                 | Cielo de avenida       | "We Can Run"           | Jonas Gladnikoff, Matthew Ker, Glen Vella                               | 1      | 15       | 16    | 9              |
| 16                 | Petra                  | "Evolution"            | Elton Zarb, Muxu                                                        | 27     | 6        | 33    | 6              |

| 1  | "Dai Laga"             | 6  | 8  | 10 | 7  | 3  | 34 |
| 2  | "Rocket"               | 5  | 4  | 9  |    |    |    |
| 3  | "Supernovas"           | 2  | 10 | 8  | 5  | 25 |    |
| 4  | "Call 2morrow"         | 4  | 5  | 3  | 8  | 6  | 26 |
| 5  | "One Step At A Time"   | 2  | 2  |    |    |    |    |
| 6  | "Breaking Point"       | 2  | 1  | 3  |    |    |    |
| 7  | "Love Renegade"        | 3  | 3  |    |    |    |    |
| 8  | "Song For Dad"         | 10 | 4  | 5  | 5  | 7  | 31 |
| 9  | "First Time"           | 4  | 4  |    |    |    |    |
| 10 | "Back To Life"         | 7  | 1  | 2  | 1  | 8  | 19 |
| 11 | "Beyond Blue Horizons" | 6  | 1  | 2  | 9  |    |    |
| 12 | "Heart Of Gold"        | 8  | 3  | 6  | 10 | 10 | 37 |
| 13 | "Taboo"                | 12 | 12 | 12 | 12 | 12 | 60 |
| 14 | "Turn It Up"           | 0  |    |    |    |    |    |
| 15 | "We Can Run"           | 1  | 1  |    |    |    |    |
| 16 | "Evolution"            | 3  | 7  | 7  | 6  | 4  | 27 |

## En Eurovisión
El Festival de Eurovisión 2018 tendrá lugar en el Altice Arena en Lisboa, Portugal y constará de dos semifinales, el 8 y 10 mayo y la final el 12 de mayo de 2018. Según las reglas de Eurovisión, todos los países con las excepciones del país anfitrión y el "Big 5" (Francia, Alemania, Italia, España y el Reino Unido) han de clasificarse desde una de dos semifinales para competir para en la final; el Top 10 de países de cada semifinal tendrán derecho a participar en la final. Malta participará en la segunda semifinal según lo establecido en el Sorteo de Semifinales celebrado en el Ayuntamiento de Lisboa el 29 de enero de 2018.